# Francisco de Mello Palheta
Francisco de Mello Palheta (1670 — vers 1750) est un sergent portugais qui a vécu au XVIIIe siècle au Brésil. Il est à l'origine de l'arrivée du café au Brésil.